# Klana
Klana est un village et une municipalité située dans le comitat de Primorje-Gorski Kotar, en Croatie. Au recensement de 2001, la municipalité comptait 1 931 habitants, dont 93,73 % de Croates et le village seul comptait 1 176 habitants.

## Localités
La municipalité de Klana compte 5 localités :
- Breza
- Klana
- Lisac
- Studena
- Škalnica